# Хан, Ахтар Хамид
А́хтар Хами́д Хан (урду اختر حمید خان‎, [ˈəxt̪ər ɦəˈmiːd̪ ˈxaːn], 15 июля 1914 — 9 октября 1999) — пакистанский социолог. Участвовал в развитии сельского хозяйства в Пакистане и других развивающихся странах, широко пропагандировал общественность к участию в данных мероприятиях. Его деятельность привела к созданию модели Комилла (1959; название связано с городом Комилла на юго-востоке Бангладеш) — комплексного проекта развития сельских районов. За эти заслуги он был награждён премией Рамона Магсайсая и ему была присуждена почётная степень доктора права (L.D.) Университета штата Мичиган. Ральф Смуклер писал в своей книге: «Его скандинавские коллеги и другие советники выдвинули его на Нобелевскую премию мира».
В 1980 году Ахтар Хамид Хан начал осуществлять инициативу «Снизу вверх» (англ. Bottom Up) проекта «Оранджи» (англ. Orangi Pilot Project), основанного на окраине Карачи. Он также руководил многими программами: от микрокредитования до самофинансирования и от предоставления жилья до планирования семьи в сельских общинах и городских трущобах. Это принесло ему международное признание и почётные награды в Пакистане. Ахтар Хамид Хан был полиглотом, свободно владел по крайней мере семью языками и диалектами. Помимо множества научных книг и статей, он также опубликовал сборник стихов и путевых очерков на языке урду.

## Публикации
Ахтар Хамид Хан свободно писал на арабском, английском, бенгальском, хинди, пали, персидском и на языке урду.

### На английском
- 1965, Rural Development in East Pakistan, Speeches By Akhtar Hameed Khan. Asian Studies Center, Michigan State University.
- 1974, Institutions for rural development in Indonesia, Pakistan Academy for Rural Development. Karachi.
- 1985, Rural development in Pakistan. Vanguard Books. Lahore.
- 1994, What I learnt in Comilla and Orangi. Paper presented at the South Asian Association for Regional Cooperation (SAARC) seminar. Islamabad.
- 1996, Orangi Pilot Project: Reminiscences and Reflections. The Oxford University Press: Karachi. (editions: 1996, 1999, 2005). ISBN 978-0-19-597986-2
- 1997 The sanitation gap: Development’s deadly menace Архивная копия от 16 декабря 2018 на Wayback Machine. The Progress of Nations Архивная копия от 8 января 2019 на Wayback Machine. UNICEF.
- 1998, Community-Based Schools and the Orangi Project. In Hoodbhoy, P (ed.), Education and the State: Fifty Years of Pakistan, Chapter 7, Karachi: Oxford University Press. ISBN 978-0-19-577825-0
- 2000, Twenty Weeks in America: A Diary, 3 September 1969 — 21 January 1970. Translated from Urdu by Aqila Ismail. City Press. ISBN 969-8380-32-9

### На урду
- 1972, Safar-e-Amrika ki Diary (A Diary of Travels in America). The City Press: Karachi.
- 1988, Chiragh aur Kanwal (Collection of poems in Urdu). Saad Publishers. Karachi.